# فرودگاه استاینر
فرودگاه استاینر (به انگلیسی: Stayner (Clearview Field) Aerodrome) یک فرودگاه خصوصی است که یک باند فرود چمن دارد و طول باند آن ۵۹۴ متر است. این فرودگاه در کشور کانادا قرار دارد و در ارتفاع ۲۶۵ متری از سطح دریا واقع شده است.